# チュニス湖

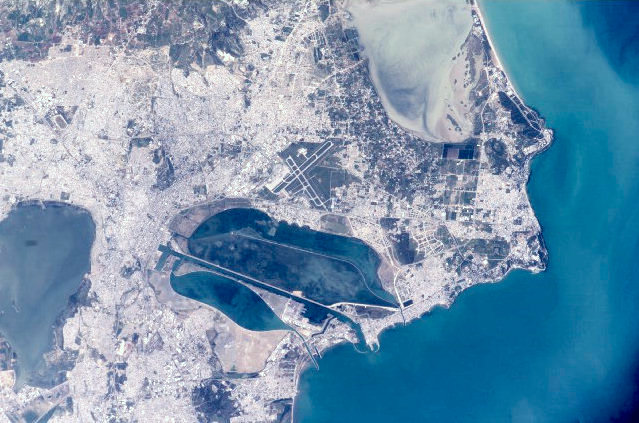
チュニスの衛星写真

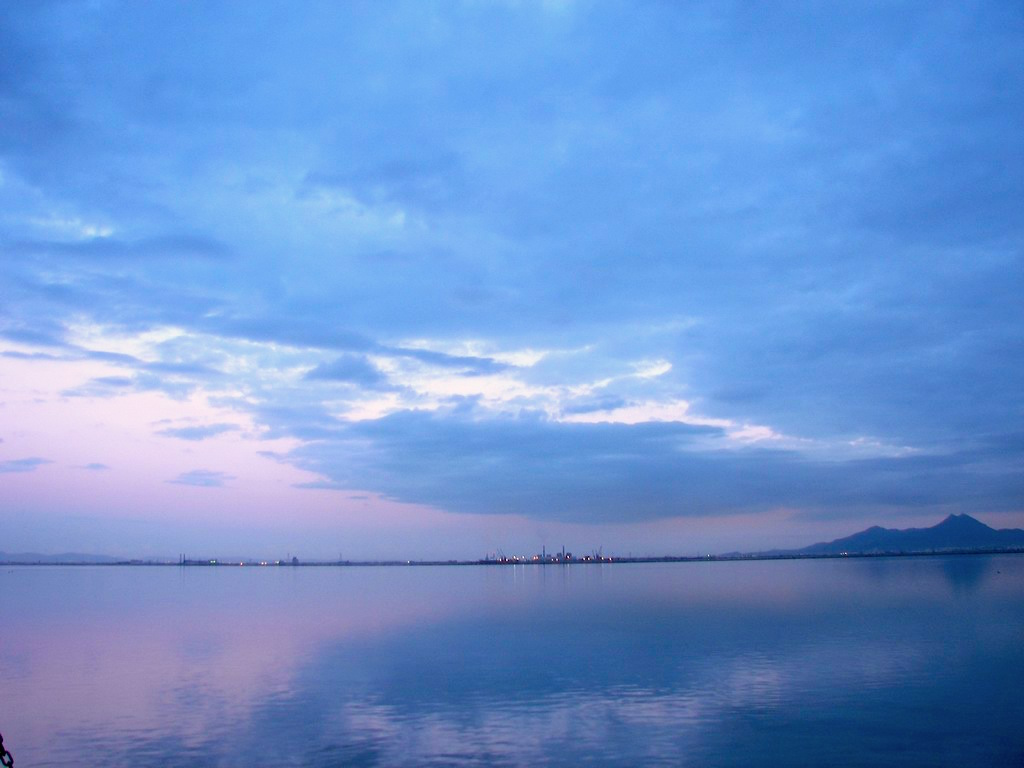
チュニス湖

チュニス湖（アラビア語:  البحيرة El Buhayra、フランス語: Lac de Tunis）は、チュニジアの首都・チュニスとチュニス湾（地中海）の間に位置する自然のラグーンである。湖は、37平方キロメートルという広大な面積を持つが、深さは非常に浅い。湖は以前、チュニスの自然港だった。
湖はカンムリカイツブリ、ハシビロガモ、オオフラミンゴなどの営巣地または越冬地で、湖とその周辺には様々な魚類、げっ歯類とコウモリが生息している。2013年にラムサール条約登録地となった。

## 歴史
肥沃な土地をコントロールできるため、チュニス - カルタゴの接続は、ローマ帝国にとって非常に重要だった。このため、ローマは、湖にダムを建造した。今日では、ダムには高速道路、チュニスとその港であるラ・グレット、カルタゴ、シディ・ブ・サイド、ラ・マルサを結ぶ鉄道が通っている。北湖には、過去にスペインの拠点であり、1993年以来自然保護区となっているシクリ島がある。
19世紀の、湖の河床上昇により、フランスの植民地軍は、湖を横断する長さ10 km、幅450 m、深さ6 mの運河を建設した。

## 開発
最近、チュニジア政府とUAEのサマ・ドバイ（ドバイ知事、ムハンマド・ビン・ラーシド・アール・マクトゥームが率いる）が湖の南岸を開発してチュニジア、地中海の観光地・居住地とし、新しく販売した。投資額は約180億USDで、チュニジアの歴史上最多と考えられている。プロジェクトは、10〜15年先には行われる。